# 马甲 (网络用语)

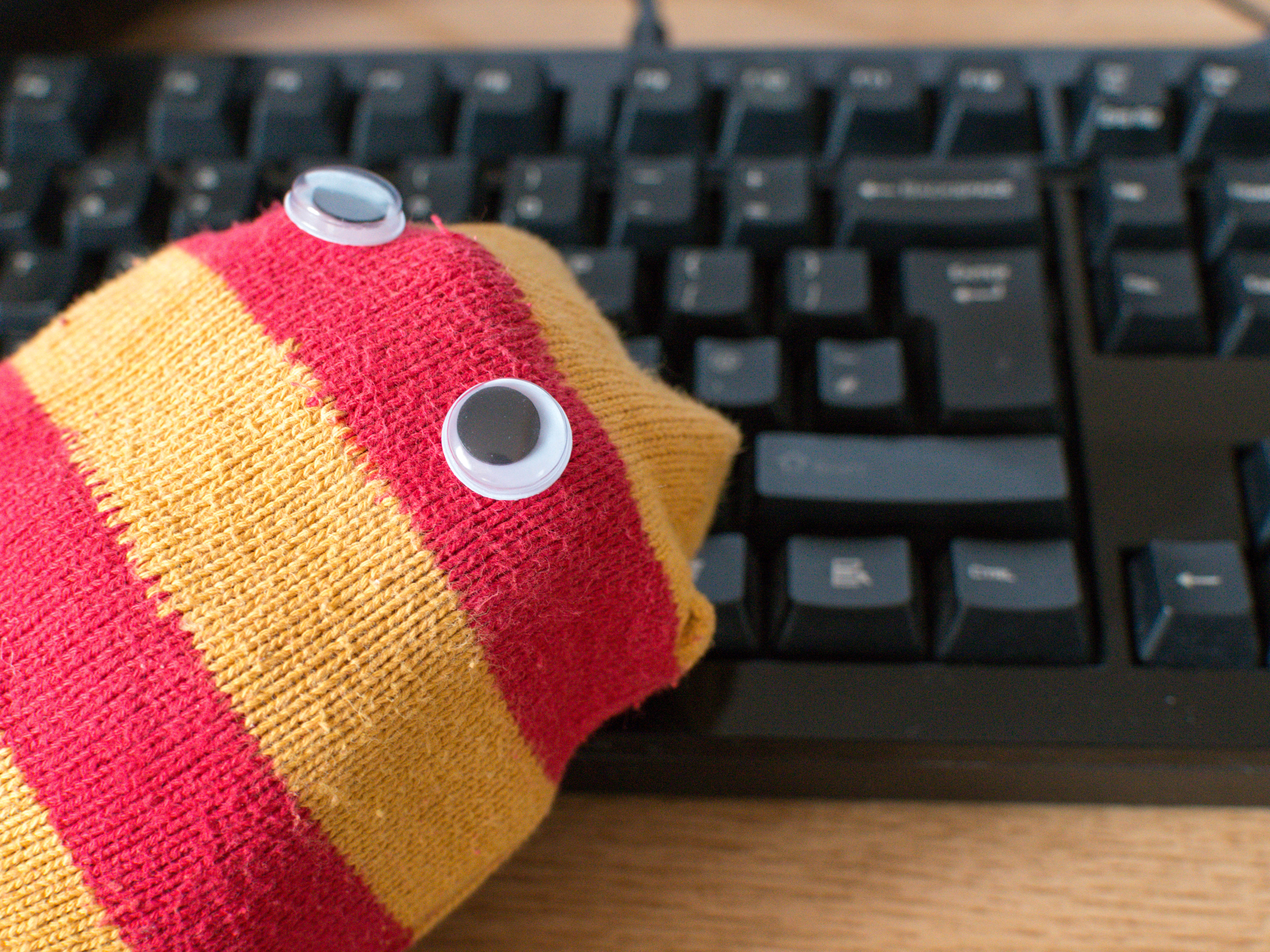
一只停留在电脑键盘上的红黄条纹且戴着凸眼的袜子木偶，以此指代马甲

马甲（英語：sockpuppet），指在網路上的討論區、BBS、遊戲等地，一個人同時擁有的其他的用戶帳號。

## 名称
中国大陆网民通常称之为馬甲或者小号；台灣稱分身帳號、小帳號或副帳；港澳稱分身或者細帳；中文用户有时也用傀儡、替身等词代指；英文用户则称之为。

### 中文圈
一般认为中国大陆使用的馬甲一词来源于一个笑话，其大致内容为：“一只老虎被一条蛇咬了，很生气，于是便想要追上去教训它。蛇钻到了河里，不久出来了一只乌龟，老虎抓住乌龟说：‘小样儿，别以为穿上馬甲（即背心）我就不认识你了！’”该笑话中，老虎把乌龟当成了穿着馬甲的蛇，馬甲就成了化名的意思。
在2000年中央电视台春节联欢晚会中，赵本山的小品《钟点工》使用了这个笑话，从此这个笑话更加广为流传，促成了馬甲这个网络用语的使用。
也有一种说法称馬甲一词源自于证券交易所的交易员身上穿的红馬甲，因为交易员大部分都是为其它大股东服务，即为股东的交易傀儡，故而后来用馬甲形容论坛上同一用户的其他账号。
该名词的同义词还有小号。词源来自网络游戏中，为了各种目的，而在主要使用的人物账号之外，建立其他不常使用人物（小号）的做法。
台灣習稱傀儡帳號為分身帳號（簡稱分帳、分身）、副帳，常用帳號為主帳號（簡稱主帳）。分身據信是宋七力事件後，名詞大量出現媒體後的影響。
此外與分身不同，免洗ID一詞指在BBS（電子佈告欄）或論壇刻意註冊，專門用來作為謾罵、灌水或破壞版面用途的分身帳號，中國大陸則稱為水軍，而且這方面的帳號多數是單字加數字的組合，帶風向意圖大多十分明顯，之後通常會在短時間內被封禁的帳號。由於就如同用過即丟的免洗餐具一般，因此得名。此一名詞在台灣最大的BBS站批踢踢實業坊中經常為網友所引用，尤其是在部分熱門看板更為常見。

## 功能

### 负面功能
- 因匿名身分常發布過激言論，四處與人筆戰，擾亂秩序。
- 在論壇中冒充他人为自己的貼文进行评论並做出不當行為以破壞他人名譽。
- 以不同身份加入自己所開的討論串發評（中國大陸稱頂帖，即把帖子弄到最頂端），甚至使某主題被列入全站的熱門話題（中國大陸稱re上十大）。
- 同樣地，突破同一用戶轉貼文章的限制，以抬高自己或某事件的人气。
- 利用不同的帳號帶風向，作出多次性留言為個人或公司作出宣傳或攻擊，來試圖達到影響網絡輿論、引導網絡輿論和製造網絡輿論的目的（如純粹為了好玩而刻意註冊多個帳號並刻意扮演有不同性格、身份和主張的人發文，如其中一個支持XX另一個反對XX，即便這樣做的人沒有其他惡意亦同）。

### 正面或中性的使用方式
- 管理员使用非管理员的ID发表個人意見，避免被误会为官方言论或者指导思想。
- 基於不同討論族群，使用不同的ID以隔離各ID之間影響。
- 使用分身詢問他人有關自己的事情，以收到他人對自己真實身份的真實評論。
- 在被討論區板主禁止發言之後（台灣又稱浸水桶），以分身ID繼續在討論區澄清一些事情的情況下。
- 为应对某些论坛或BBS对新申请用户的发帖数量等限制。
- 基于安全考量，避免主要户头密码泄露。
- 同時多帳號登入站點，以賺得更多網站虛擬貨幣。